# برایان لدبهترو
برایان لدبهترو (انگلیسی: Brian Ledbetter؛ زادهٔ november ۱۸, ۱۹۶۳ (۶۱ سال)) ورزشکار اهل ایالات متحده آمریکا است.
وی در مسابقات کشوری و بین‌المللی در مجموع برندهٔ ۱ مدال نقره شده‌است.